# Форель, Огюст Анри

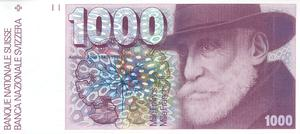
Швейцарская банкнота в 1000 швейцарских франков с изображением Фореля.

Огю́ст Анри́ Форе́ль (фр. Auguste-Henri Forel, 1 сентября 1848, Ла-Грасьёз, кантон Во, — 27 июля 1931, Иворн, кантон Во) — швейцарский невропатолог, психиатр, евгенист, мирмеколог и общественный деятель.

## Биография
Родился 1 сентября 1848 года в Ла-Грасьёз (La Gracieuse; кантон Во, Швейцария). Изучал медицину в Цюрихе и Вене, в 1873 году назначен врачом-ассистентом при лечебнице для умалишённых в Мюнхене и в 1877 году читал лекции по психиатрии в университете этого города. С 1879 года Форель работал в Цюрихе профессором психиатрии и директором кантональной лечебницы для умалишённых. В 1896 году он стал почетным доктором университета Цюриха.
Научные исследования Фореля многосторонни и посвящены различным темам: строению и отправлению центральной нервной системы человека, гипнотизму и другим психическим явлениям. Форель занимался систематикой, анатомией и биологией муравьёв. В сферу его научных интересов входила также разработка вопросов алкоголизма, вменяемости умалишённых и т. д. Был приверженцем евгеники.
В научных целях Форель посетил Болгарию (1891), Тунис и Алжир (1889), Алжир (1893), Вест-Индию и Колумбию (1896), а также Северную Америку (1899).
Форель основал в 1909 году Международный союз медицинской психологии и психотерапии (Internationalen Verein für medizinische Psychologie und Psychotherapie).
В 1920 году принял бахаизм, о котором узнал от своего зятя. После этого он отказался от своих расистских и социалистических убеждений, в завещании он писал:

Оригинальный текст (англ.)This is the true religion of human social good, without dogmas or priests, uniting all men on this small terrestrial globe of ours. I have become a Baháʼí. May this religion live and prosper for the good of mankind; this is my most ardent wish.
Это [вера бахаи] — истинная религия общечеловеческого блага, без догм и священников, объединяющая всех людей нашего маленького земного шарика. Я стал бахаи. Да будет эта религия жить и процветать ради блага всего человечества; это моё самое пламенное желание.
— Auguste Forel
Умер 27 июля 1931 года в Иворне (Yvorne; кантон Во, Швейцария).
В период с 2003 по 2007 год в Цюрихском университете разгорелся спор о наследии Огюста Фореля, как евгениста, который привёл к решению Комиссии по этике убрать его бюст.

## Общественная деятельность
По инициативе Фореля была основана первая лечебница для страдающих от алкоголизма. В целях борьбы с этим недугом в 1892 году он основал Швейцарский филиал (Guttemplerorden) всемирной организации International Organization of Good Templars, и выступал против трактиров.
В 1916 году он стал членом Социал-демократической партии и активным социалистом. Кроме того, он был интернационалистом, пацифистом и сторонником всемирного языка эсперанто.
Будущий советский нарком просвещения Луначарский, живя в эмиграции, дружил с Форелем, прослушал у него в Цюрихском университете «великолепный курс гипнотизма, сопровождавшийся блестящими экспериментальными иллюстрациями» («Огонек», 1929, № 21). Во время первой мировой войны Анатолий Васильевич часто посещал Фореля, который стал активным социалистом и приветствовал русскую революцию. В «Известиях ВЦИК» (1918, № 195, 10 сентября) сообщалось:
«В письме к уполномоченному представителю РСФСР в Швейцарии профессор Август Форель пишет: „С участием я слежу за судьбами теперешнего правительства, в котором работает мой лучший друг Луначарский в качестве народного комиссара. Покушение на Ленина больно затронуло меня. Большим позором является нападение Согласия на Россию“».

## Энтомология
Форель был одним из крупнейших в мире специалистов по муравьям (см. мирмекология). Уже в возрасте 7 лет Форель начинал наблюдать за муравьями. Он открыл и описал 1863 новых вида муравьёв, больше, чем кто-либо в мире. Среди описанных им родов муравьёв: Anergates, Messor, Trachymyrmex и другие. Чарльз Дарвин высказывал ему в нескольких письмах своё восхищение его работой.

## Память
- В честь Фореля названа школа Forel International School в Братиславе (Словакия)[7].
- С 1922 года и до Великой Отечественной войны имя Фореля носила психиатрическая больница на проспекте Стачек на южной окраине Ленинграда. Во время войны больница была сильно разрушена, так как находилась почти на переднем крае. Сейчас в здании бывшей больницы находится ДК «Кировец»[8][9].
- У входа в университетский госпиталь Цюриха в честь Фореля сооружен мемориальный фонтан[источник не указан 5120 дней].

#### Банкноты
В память заслуг Фореля его изображение было помещено на банкноту в 1000 швейцарских франков, выпускавшуюся в 1978—2000 годах. На обратной стороне этой банкноты изображались 3 муравья.

#### Медаль
Медаль Auguste-Forel-Medaille — высшая награда швейцарской организации трезвости IOGT Schweiz, которая вручает её ежегодно за выдающиеся заслуги одному из своих членов.

#### Мирмекология
- См. также Категория:Таксоны, описанные Огюстом Форелем

Именем Фореля названы род Forelius Emery, 1888 (Dolichoderinae) и десятки видов муравьёв, в том числе в составе родов Camponotus (C. foreli Emery, 1881), Aphaenogaster (A. foreli Cagniant, 1996), Cataglyphis (C. foreli Ruzsky, 1903), Cerapachys (C. foreli Santschi, 1914), Pheidole (Ph. foreli Mayr, 1901), Polyrhachis (P. foreli Kohout, 1989) и др.

## Избранные сочинения
- Бородин Д.Н. Профессор А. Форель по вопросу о борьбе с пьянством. — СПб.: Типо-Литография Виленчик, 1910. — 23 с.
- «Observations sur les moeurs du Solenopsis fugax» («Mitth. schweiz. entomol. Gesellsch.», 1869);
- «Les Fourmis de la Suisse» («Nouv. Mem. Soc. helvet. Sc. Nat.», 1874);
- «Untersuchungen uber die Haubenregion und ihre oberen Verknupfungen im Gehirne des Menschen und einiger Saugethiere etc.» («Arch. f. Psychiatrie», 1877);
- «Experiences et remarques critiques sur les sensations des insectes» (8 частей, 1886—1887 и 1900—1991);
- «Der Hypnotismus, seine Bedeutung und seine Handhabung» (Штутгарт, 1889, 4-е изд. 1901);
- «Histoire naturelle des Hyminopthres. Deuxihme partie: Les Formicides». Pages 1-231 в издании Grandidier, A. Histoire Physique, Naturelle et Politique de Madagascar. L’Imprimerie Nationale, (Paris, 1891);
- «Ueber des Verh altniss der experimentellen Atrophie und Degenerationsmethode zur Anatomie u. Histologie des Centralnervensystems» (в «Festschrift d. 50-j ahr. Doctor-Jub. von Nageli u. Kolliker», Цюрих, 1891);
- «Alkohol und Geistesst orungen» (Базель, 1891);
- «Zum Entwurf eines schweizer Irrengesetzes» («Zeitschr. f. schweiz. Strafrecht», 1893);
- «Ueber die Kerne des Glossopharyngeus und des Trigeminus» («Centralbl. f. Nervenheilk. u. Psychiatrie», 1893);
- «Gehirn und Seele» (Лпц., 1894, 6-е изд., 1899);
- «Polymorphisme et Ergatomorphisme d es fourmies» («Arch. sc. phys. et natur.», 1894);
- «Die verminderte Zurechnungsfa higkeit» («Zukunft», 1899);
- «Biologia Centrali-Americana; or, contributions to the knowledge of the fauna and flora of Mexico and Central America. Insecta. Hymenoptera. Vol. III. (Formicidae)» (London. 1899, 169 pp);
- «The alcohol question» («Amer. journ. insanity», 1900);
- «Die psychischen Eigenschaften der Ameisen und einiger anderen Insecten» (Мюнхен, 1901).
- «Les fourmis de la Suisse. Notice anatomique et physiologique, architecture, distribution géographique, nouvelles expériences et observations de moeurs». Seconde édition revue et corrigée. Imprimerie Coopérative. (La Chaux-de-Fonds. 1920, 333 pp.)
- Форель Август. Половой вопрос. Любовь как извращение. — Москва: Алгоритм, 2019. (Клинические рассказы) — 576 с. Тираж 1500 экз. ISBN 978-5-907120-69-3